# باشكير
باشكير (بالباشقيرية: Башҡорттар)‏ (Başqorttar باشكورستار ،بالروسيّة: Башкиры باشكيريه) ويعرفون أيضاً: باشقورد أو باشكير، شعوب تركيّة تعيش على ضفاف وادي نهر أوفا وجبال الأورال الفاصلة بين قارة أوروبا وآسيا بشكل أساسي في جمهوريّة باشكورستان الروسيّة والذاتيّة الحكم، كما يعيشون في مناطق روسيّة أخرى كأقليّات: كجمهوريّة تتارستان وبيرم وتشيليابينسك وأورنبرغ وتيومين وسفيردلوفسك وكورغان وسمارا وساراتوف وخارج روسيا: خصوصاً في كازاخستان وأوزبيكستان وقيرغيزستان وأوكرانيا وباقي بلدان الاتحاد السوفييتي السابق، غالبيّة الباشكير مسلمون سنّة يتبعون كمعظم الأتراك المذهب الحنفي.

## نبذة تاريخية

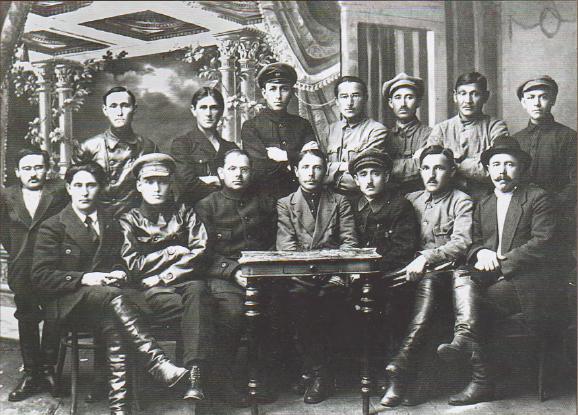
أعضاء حكومة الباشكير، 20 يونيو 1920

### الأصول
يعتبر الباشكير أن لهم بعض أوجه التآلف الثقافي مع القبائل الإيرانية التي وجِدت سابقًا في الباشكورتوستان الحديثة، مثل باسك، وربما انحدروا منها. بدلًا من ذلك أشار ميخائيل أرتامونوف إلى أن الباشكير انحدروا من قبيلة باسك، وهي قبيلة سكوثية خضعت للتتريك ثقافيًا (شمل ذلك عملية الاستبدال اللغوي)، خلال الهجرات التركية في الألفية الأولى بعد الميلاد.

### العصور الوسطى
عُثر على التقرير الأول عن الباشكير في السجلات الصينية لسلالة سوي: أطلق المؤلفون على 45 قبيلة شعب تيلي وأدرجوهم في «كتاب سوي» (636 بعد الميلاد) في «رواية عن شعب تيلي»، ولقد أدرِج الباشكير في تلك الرواية.
في القرن السابع، ذُكِر الباشكير أيضًا في كتاب «أشكاراتسوتس».
بدأت التقارير العربية والفارسية المكتوبة الأولى عن الباشكير منذ القرن التاسع. وتشمل هذه التقارير: سلام الترجمان (القرن التاسع).
مؤلفو القرن العاشر الذين ذكروا الباشكير هم: أحمد بن فضلان، والمسعودي، وأبو زيد البلخي.
في القرن الثاني عشر، ذكر صاعد الأندلسي ومحمد الإدريسي الباشكير. وكتب مؤلفو القرن الثالث عشر ابن سعيد المغربي، وياقوت الحموي، والقزویني، ومؤلفو القرن الرابع عشر الدمشقي، وأبو الفداء عن الباشكير.
زار المسافر سلام الترجمان أراضي الباشكير، وكتب نحو عام 840 أول مصدر عربي مكتوب عن الباشكير، ووصفًا تقريبيًا لحدودها. في القرن العاشر، وصف الفارسي أبو زيد البلخي الباشكير بأنهم شعب مقسم إلى مجموعتين: واحدة تسكن جبال الأورال الجنوبية، والأخرى تعيش في سهل الدانوب بالقرب من حدود بيزنطة. لاحظ ابن رسته، وهو معاصر لأبي زيد البلخي، أن الباشكير شعب مستقل يحتل مناطق على جانبي سلسلة جبال الأورال بين أنهار الفولغا، وكاما، وتوبول، ويايك.
كتب أحمد بن فضلان، سفير الخليفة في بغداد المقتدر بالله إلى حاكم بلغار الفولغا، أول وصف إثنوغرافي للباشكير عام 922. كان الباشكير، بحسب ابن فضلان، شعبًا مولعًا بالحرب وقويًا، وهو ورفاقه (ما مجموعه خمسة آلاف شخص، بما في ذلك الحماية العسكرية) «احذر ... مع الخطر الأكبر». وصفهم بأنهم يعملون في تربية الماشية. وفقا لابن فضلان، عَبَد الباشكير اثني عشر إلهًا: الشتاء، والصيف، والمطر، والرياح، والأشجار، والناس، والخيول، والماء، والليل، والنهار، والموت، والسماء، والأرض، وأبرزها إله السماء. ويبدو أن الإسلام بدأ ينتشر بالفعل بين الباشكير، أذ كان أحد السفراء باشكيرًا مسلمًا. وفقًا لشهادة ابن فضلان، كان الباشكير أتراكًا عاشوا على المنحدرات الجنوبية للأورال، واحتلوا منطقة شاسعة حتى نهر فولغا. يحدهم أتراك الأوغوز في الجنوب، وبجناك إلى الجنوب الشرقي، والبلغار في الغرب.
المصادر الأوروبية الأولى التي ذكرت الباشكير هي أعمال جوان دي بلانو كاربيني، ووليام روبرك في القرن الثالث عشر.
بحلول عام 1236، دمج جنكيز خان أراضي باشكورتوستان في إمبراطوريته. خلال القرنين الثالث عشر والرابع عشر، كان جميع الباشكورتوستان أحد مكونات القبيلة الذهبية. تسلم شقيق باتو خان، شيباني، أراضي الباشكير شرق جبال الأورال.
بعد تفكك الإمبراطورية المغولية، انقسم الباشكير بين قبيلة نوغاي، وخانية قازان، وخانية سيبير التي تأسست في القرن الخامس عشر.

### الحقبة الحديثة المبكرة
في منتصف القرن السادس عشر، غزت روسيا القيصرية الباشكير تدريجيًا. فُقِدت الوثائق الأساسية المتعلقة بالباشكير خلال هذه الفترة، على الرغم من أن بعضها ذُكِر في شيزهير (أشجار العائلة) الباشكيرية.
خلال الفترة الإمبراطورية الروسية، بدأ الروس والتتار بالهجرة إلى باشكورتوستان ما أدى إلى تغييرات ديموغرافية في نهاية المطاف في المنطقة. تبنى العديد من الباشكير أسلوب حياة أكثر استقرارًا وتخلوا ببطء عن ماضيهم الرعوي القديم بسبب ضغط تجنيد الباشكير في الجيش الروسي واضطرارهم إلى دفع ضرائب باهظة.
في أواخر القرن السادس عشر وأوائل القرن التاسع عشر، احتل الباشكير الأراضي من نهر سيلفا في الشمال إلى منابع نهر توبول في الشرق، ووسط مجرى نهر يايك في الجنوب، في جبال الأورال الوسطى والجنوبية، ورابطة الدول المستقلة- الأورال بما فيها إقليم فولغا وترانس يورلستو، والضفة الشرقية لنهر الفولغا في الجنوب الغربي.

### تمرد الباشكير في القرنين السابع عشر والثامن عشر
شارك الباشكير في تمردات في الأعوام 1662-1664، 1675-1683، 1704-1711. في عام 1676تمرد البشكير تحت قيادة سيد سدير أو «سايت سادوروف»، وواجه الجيش الروسي صعوبات كبيرة في إنهاء التمرد. نهض الباشكير مرة أخرى في عام 1707، تحت حكم ألدار وكاسيوم، بسبب سوء المعاملة الملموس من قبل مسؤولي الإمبراطورية الروسية.
عند تأسيس أورنبرغ عام 1735، حدث التمرد الثالث عام 1735 واستمر ست سنوات. ناقش الروس منذ زمن بطرس الأكبر رغبتهم في توسيع السيادة الروسية نحو جنوب شرق بلاد فارس والهند. أسس إيفان كيريلوف خطة لبناء الحصن الذي أطلِق عليه أورنبرغ في أورسك عند التقاء نهر أور ونهر الأورال، جنوب شرق جبال الأورال حيث تلتقي أراضي الباشكير والكالميك وكازاخستان. بدأ العمل في حصن أورنبرغ في أورسك عام 1735. ومع ذلك، بحلول عام 1743 نُقِلت «أورينبورغ» مسافة 250 كم غربًا إلى موقعها الحالي. كان من المقرر أن يكون البناء المخطط التالي حصنًا على بحر آرال. انطوت أهمية حصن بحر آرال على عبور أراضي الباشكير والأراضي الكازاخستانية، التي قدم بعضها أخيرًا طلبًا اسميًا للتاج الروسي.
جرت الموافقة على خطة كيريلوف في 1 مايو 1734، وعيّن في القيادة. على الرغم من تحذير كيريلوف من أن هذا قد يثير تمرد الباشكير، لكنهم تجاهلوا التحذيرات. غادر كيريلوف أوفا مع 2500 رجل في عام 1735.
بدأت الحرب في الأول من يوليو عام 1735.  تألفت الحرب من غارات صغيرة عديدة، وتحركات معقدة للقوات، لذلك لا يمكن تلخيصها بسهولة.
على سبيل المثال: في ربيع عام 1736 أحرق كيريلوف 200 قرية، وقتل 700 في معركة، وأعدم 158. غادرت بعثة من 773 رجلًا أورنبرغ في نوفمبر وفقدت 500 رجلًا بسبب البرد والجوع. خطط الباشكير لذبح الروس النائمين في سنوستا، لكن الكمين فشل. انتقامًا لذلك، أعدموا ألف قروي بالسيف، بما في ذلك النساء والأطفال، ونقل 500 آخرين إلى المخزن وأحرقوهم حتى الموت. ثم خرجت مجموعات الإغارة، وأحرقوا نحو 50 قرية وقتلوا 2000 آخرين. هاجم ثمانية آلاف من الباشكير معسكرًا روسيًا وقتلوا 158، وخسروا 40 قتيلًا، وشنق الروس على الفور ثلاثة سجناء من الباشكير. هاجم الباشكير المتمردون الباشكير الموالين للروس. غُرم القادة الذين قدموا حصانًا واحدًا لكل أسرة في بعض الأحيان، وشنقوا في مناسبات أخرى.